# Abarema turbinata
Abarema turbinata és una espècie de llegum del gènere Abarema de la família Fabaceae. Es troba només al llarg del bosc costaner atlàntic, sent endèmic a Bahia, Brasil.